# Хлебная база № 78
Хлебная база № 78 (укр. Хлібна база № 78) — предприятие пищевой промышленности в селе Злынка Кировоградской области.

## История
В 1925 году в селе Злынка, расположенном недалеко от железнодорожной станции Капустино Одесской железной дороги, был построен первый в регионе деревянный элеватор Капустинского хлебоприёмного пункта «Заготзерно».
После начала Великой Отечественной войны в 1941 году район был оккупирован наступавшими немецкими войсками. В период оккупации элеватор был сожжен немцами, но позднее работа хлебоприёмного пункта была восстановлена.
В 1956 году здесь был построен новый элеватор ёмкостью 11 тыс. тонн.
В соответствии с десятым пятилетним планом развития народного хозяйства СССР предприятие было расширено - был построен и в 1978 году введён в эксплуатацию элеватор № 2 ёмкостью свыше 170 тыс. тонн зерна.
После провозглашения независимости Украины предприятие перешло в ведение министерства сельского хозяйства и продовольствия Украины и стало одним из крупнейших хлебоприёмных предприятий Украины.
В марте 1995 года Верховная Рада Украины внесла хлебную базу № 78 в перечень предприятий, приватизация которых запрещена в связи с их общегосударственным значением.
После создания в августе 1996 года государственной акционерной компании «Хлеб Украины» база стала дочерним предприятием ГАК «Хлеб Украины».
После создания 11 августа 2010 года Государственной продовольственно-зерновой корпорации Украины база была включена в состав предприятий ГПЗКУ.
В октябре 2013 года здесь установили зерносушилку UGT турецкого производства.
15 июня 2015 года имела место попытка рейдерского захвата предприятия.
В начале мая 2016 года Кабинет министров Украины направил на рассмотрение Верховной Рады Украины законопроект №4536 о возможности приватизации 391 государственного предприятия (в том числе, хлебной базы № 78).

## Современное состояние
База входит в систему созданного в 2011 году Государственного агентства резервов Украины и является одним из мест хранения государственных зерновых резервов страны. Основными функциями предприятия являются приёмка, хранение и отгрузка на автомобильный и железнодорожный транспорт зерновых культур (пшеницы, кукурузы, ячменя), а также семян масличных культур (подсолнечника).
Общая рабочая ёмкость базы составляет 174 тыс. тонн.